# Acacia foetida
Acacia foetida é uma espécie de leguminosa do gênero Acacia, pertencente à família Fabaceae.